# 内親王
内親王（、英: Princess）は、皇族の身位または称号の一つ。またはその身位を与えられた皇族のこと。敬称は殿下。

## 概要
皇室典範第五条 　皇后、太皇太后、皇太后、親王、親王妃、内親王、王、王妃及び女王を皇族とする。
同第六条 　嫡出の皇子及び嫡男系嫡出の皇孫は、男を親王、女を内親王とし、三世以下の嫡男系嫡出の子孫は、男を王、女を女王とする。
同第七条 　王が皇位を継承したときは、その兄弟姉妹たる王及び女王は、特にこれを親王及び内親王とする。

現行の皇室典範では、歴代の天皇の直系卑属の男系女子の内、嫡出かつ二親等以内の者に付与される。これに対して同様の男性皇族は、親王と称する。
また、内親王の内、天皇・皇太子の女子には御称号（〇宮：～のみや）が与えられる。
女王は次のいずれかに当てはまる場合、内親王に身位が変更される。
1. 皇位の継承によって嫡出の皇子または嫡男系嫡出の皇孫となった場合。（皇室典範第6条）
2. 女王の兄弟たる王が皇位を継承した場合。（皇室典範第7条）

皇族身位令に準じ、栄典として成年に達した時に天皇より宝冠大綬章を授与される（2003年（平成15年）11月2日までに成年に達した場合は勲一等宝冠章であった）。
英語表記は、内親王と女王の区別無く「Princess」が用いられる。
古来から、第一皇女以下を女一宮（おんないちみや）、女二宮、女三宮…と称すこともある。
|  |  |  |  |               |               |               |               |               |               |  |  |                  |          |          |          |          |          |  |  |            |            |            |            |            |            |  |  |  |  |  |  |  |  |  |  |  |  |  |  |  |  |  |  |  |  |  |  |
|  |  |  |  | 天皇          |               |               |               |               |               |  |  |                  |          |          |          |          |          |  |  |            |            |            |            |            |            |  |  |  |  |  |  |  |  |  |  |  |  |  |  |  |  |  |  |  |  |  |  |
|  |  |  |  |               |               |               |               |               |               |  |  |                  |          |          |          |          |          |  |  |            |            |            |            |            |            |  |  |  |  |  |  |  |  |  |  |  |  |  |  |  |  |  |  |  |  |  |  |
|  |  |  |  |               |               |               |               |               |               |  |  |                  |          |          |          |          |          |  |  |            |            |            |            |            |            |  |  |  |  |  |  |  |  |  |  |  |  |  |  |  |  |  |  |  |  |  |  |
|  |  |  |  | 天皇          | 天皇          | 天皇          | 天皇          | 天皇          | 天皇          |  |  | 一世親王         | 一世親王 | 一世親王 | 一世親王 | 一世親王 | 一世親王 |  |  | 一世内親王 | 一世内親王 | 一世内親王 | 一世内親王 | 一世内親王 | 一世内親王 |  |  |  |  |  |  |  |  |  |  |  |  |  |  |  |  |  |  |  |  |  |  |
|  |  |  |  | 天皇          | 天皇          | 天皇          | 天皇          | 天皇          | 天皇          |  |  | 一世親王         | 一世親王 | 一世親王 | 一世親王 | 一世親王 | 一世親王 |  |  | 一世内親王 | 一世内親王 | 一世内親王 | 一世内親王 | 一世内親王 | 一世内親王 |  |  |  |  |  |  |  |  |  |  |  |  |  |  |  |  |  |  |  |  |  |  |
|  |  |  |  |               |               |               |               |               |               |  |  |                  |          |          |          |          |          |  |  |            |            |            |            |            |            |  |  |  |  |  |  |  |  |  |  |  |  |  |  |  |  |  |  |  |  |  |  |
|  |  |  |  | 嫡流 （正統） | 嫡流 （正統） | 嫡流 （正統） | 嫡流 （正統） | 嫡流 （正統） | 嫡流 （正統） |  |  | 二世親王         | 二世親王 | 二世親王 | 二世親王 | 二世親王 | 二世親王 |  |  | 二世内親王 | 二世内親王 | 二世内親王 | 二世内親王 | 二世内親王 | 二世内親王 |  |  |  |  |  |  |  |  |  |  |  |  |  |  |  |  |  |  |  |  |  |  |
|  |  |  |  | 嫡流 （正統） | 嫡流 （正統） | 嫡流 （正統） | 嫡流 （正統） | 嫡流 （正統） | 嫡流 （正統） |  |  | 二世親王         | 二世親王 | 二世親王 | 二世親王 | 二世親王 | 二世親王 |  |  | 二世内親王 | 二世内親王 | 二世内親王 | 二世内親王 | 二世内親王 | 二世内親王 |  |  |  |  |  |  |  |  |  |  |  |  |  |  |  |  |  |  |  |  |  |  |
|  |  |  |  |               |               |               |               |               |               |  |  |                  |          |          |          |          |          |  |  |            |            |            |            |            |            |  |  |  |  |  |  |  |  |  |  |  |  |  |  |  |  |  |  |  |  |  |  |
|  |  |  |  |               |               |               |               |               |               |  |  | 三世王           | 三世王   | 三世王   | 三世王   | 三世王   | 三世王   |  |  | 三世女王   | 三世女王   | 三世女王   | 三世女王   | 三世女王   | 三世女王   |  |  |  |  |  |  |  |  |  |  |  |  |  |  |  |  |  |  |  |  |  |  |
|  |  |  |  |               |               |               |               |               |               |  |  | 三世王           | 三世王   | 三世王   | 三世王   | 三世王   | 三世王   |  |  | 三世女王   | 三世女王   | 三世女王   | 三世女王   | 三世女王   | 三世女王   |  |  |  |  |  |  |  |  |  |  |  |  |  |  |  |  |  |  |  |  |  |  |
|  |  |  |  |               |               |               |               |               |               |  |  | (永世にわたり王) |          |          |          |          |          |  |  |            |            |            |            |            |            |  |  |  |  |  |  |  |  |  |  |  |  |  |  |  |  |  |  |  |  |  |  |

## 現在の内親王
- 2025年8月13日現在、内親王は以下の2名。

|  |            | 読み   | 御称号             | 生年月日                  | 現年齢 | 今上天皇から 見た続柄         | 世数 |
|  | ---------- | ------ | ------------------ | ------------------------- | ------ | ----------------------------- | ---- |
|  | 愛子内親王 | あいこ | 敬宮（としのみや） | 2001年（平成13年）12月1日 | 23歳   | 第一皇女子                    | 一世 |
|  | 佳子内親王 | かこ   |                    | 1994年（平成6年）12月29日 | 30歳   | 皇姪 / 秋篠宮文仁親王第二女子 | 二世 |

## 結婚により皇籍離脱した元・内親王
皇室典範第十二条 　皇族女子は、天皇及び皇族以外の者と婚姻したときは、皇族の身分を離れる。

- 2025年8月13日現在、結婚により皇籍離脱（臣籍降嫁）した元・内親王が以下の6名いる。

|  | 姓名     | 読み          | 御称号             | 生年月日                   | 現年齢 | 天皇から見た続柄 / 皇統              | 世数 | 結婚・配偶者                      | 結婚・配偶者 |
|  | -------- | ------------- | ------------------ | -------------------------- | ------ | ------------------------------------ | ---- | --------------------------------- | ------------ |
|  | 小室眞子 | こむろ まこ   |                    | 1991年（平成3年）10月23日  | 33歳   | 皇姪 / 上皇の皇孫 / 文仁親王第一女子 | 二世 | 2021年（令和3年）10月26日 (30歳)  | 小室圭       |
|  | 黒田清子 | くろだ さやこ | 紀宮（のりのみや） | 1969年（昭和44年）4月18日  | 56歳   | 皇妹 / 上皇第一皇女子                | 一世 | 2005年（平成17年）11月15日 (36歳) | 黒田慶樹     |
|  | 池田厚子 | いけだ あつこ | 順宮（よりのみや） | 1931年（昭和6年）3月7日    | 94歳   | 皇伯母 / 昭和天皇第四皇女子          | 一世 | 1952年（昭和27年）10月10日 (21歳) | 池田隆政     |
|  | 島津貴子 | しまづ たかこ | 清宮（すがのみや） | 1939年（昭和14年）3月2日   | 86歳   | 皇叔母 / 昭和天皇第五皇女子          | 一世 | 1960年（昭和35年）3月10日 (21歳)  | 島津久永     |
|  | 近衞甯子 | このえ やすこ |                    | 1944年（昭和19年）4月26日  | 81歳   | 大正天皇の皇孫 / 崇仁親王第一女子    | 二世 | 1966年（昭和41年）12月18日 (22歳) | 近衞忠煇     |
|  | 千容子   | せん まさこ   |                    | 1951年（昭和26年）10月23日 | 73歳   | 大正天皇の皇孫 / 崇仁親王第二女子    | 二世 | 1983年（昭和58年）10月14日 (31歳) | 千宗室       |

## 歴史
律令制以前
皇親（天皇の親族の意、皇族とほぼ同義）の身位について、最古の文献資料は古事記（応神天皇以降）で、天皇の男系子孫は、世数、男女を問わず、諱の下に「王」と表記された（よみは「おおきみ」）。やがて、一世子女の場合は「皇子」（「皇女」）と表記されるようになり、二世孫以下の「王」（「女王」）と区別されるようになる。
律令による規定
大宝令・養老令において、皇室に関わる成文法が定められ、称号の整理が行われる。この時、天皇の兄弟と一世子女が親王、二世孫以下は王と定められた（内親王・女王は、女性であることを明示しない場合は、親王・王と称されることもあった）。読みは「うちのみこ、ひめみこ」といった。なお、中国では皇女の封号は原則的に「公主」であり、「内親王」は「ひめみこ」の訓に対応するものとして日本で考案されたものとみられる。別表記では、姫御子（ひめみこ）、姫宮（ひめみや）、内の姫御子（うちのひめみこ）などがある。
また、内親王の婚姻相手としては、天皇・親王および四世以内の王のみとされたが、時代が下るにつれて緩和されてゆき、摂関期になると、藤原氏が内親王を妻に迎える例も出るようになり、この規定は空文と化した。
古語では内親王を母として生まれること、または生まれた子を「皇女腹」（みこばら）といった。
親王宣下制度
時代が下ると、平安中期以降は、皇親が急増して、世数をもとに機械的に身位を与えることにより国庫への負担が増していたことから、親王宣下と臣籍降下の運用により、男性皇族の人数のコントロールが図られる。しかし女性皇族については、皇親の範囲規定は男系であり、内親王の身位は世襲されない、一代限りのものであることから、男兄弟と較べると人員コントロールの対象にはならずに、身位を保持したまま一生を終えることが多く、親王と較べると内親王の人数は多かった。
明治以降
明治22年（1889年）1月15日制定の皇室典範において、世数の変更が行われ、四世孫までが内親王、五世孫以下が女王とされる。また、内親王が臣下の者と婚姻した場合は、従来はそのまま内親王の身位を保持するものとされていたが、これを改め、身位を返上、臣籍降下をすることとされた（降嫁、旧皇室典範第14条・現行皇室典範第12条）。皇族同士で婚姻をした場合は、夫の身位にあわせて親王妃または王妃の身位が新たに与えられ、皇后となる場合を除き、二つの身位を併用する（女王も同様）。
ちなみに皇室典範の制定時、臣下の女性が男性皇族と婚姻した際も、身位を内親王または女王と規定する条文の策定が検討された。しかし、有栖川宮熾仁親王が「名分よろしからず」と述べ、これに反対した。内親王は皇女の称であり、王号は皇統から出たものに限るというのがその理由だった。結果、内親王はその身位の成立以来、皇女の称号として存続した。
昭和22年（1947年）5月3日、皇室典範の改正によって、内親王の範囲は二世孫までと改められた。

## 内親王一覧

### 近代以降
大日本帝国憲法下では「皇籍離脱」ではなく「臣籍降下」と言っていた。
| 名     | 読み   | 続柄             | 備考                 | 生没年    |
| ------ | ------ | ---------------- | -------------------- | --------- |
| 薫子   | しげこ | 明治天皇第2皇女  | (夭折)               | 1875-1876 |
| 韶子   | あきこ | 明治天皇第3皇女  | (夭折)               | 1881-1883 |
| 章子   | ふみこ | 明治天皇第4皇女  | (夭折)               | 1883      |
| 静子   | しずこ | 明治天皇第5皇女  | (夭折)               | 1886-1887 |
| 昌子   | まさこ | 明治天皇第6皇女  | 竹田宮恒久王と婚姻   | 1888-1940 |
| 房子   | ふさこ | 明治天皇第7皇女  | 北白川宮成久王と婚姻 | 1890-1974 |
| 允子   | のぶこ | 明治天皇第8皇女  | 朝香宮鳩彦王と婚姻   | 1891-1933 |
| 聡子   | としこ | 明治天皇第9皇女  | 東久邇宮稔彦王と婚姻 | 1896-1978 |
| 多喜子 | たきこ | 明治天皇第10皇女 | (夭折)               | 1897-1899 |
| 成子   | しげこ | 昭和天皇第1皇女  | 盛厚王と婚姻         | 1925-1961 |
| 祐子   | さちこ | 昭和天皇第2皇女  | (夭折)               | 1927-1928 |
| 和子   | かずこ | 昭和天皇第3皇女  | 鷹司平通に降嫁       | 1929-1989 |